# Oberweißbach/Thüringer Wald
Oberweißbach/Thüringer Wald (amtlich: Oberweißbach/Thür. Wald) ist ein Ortsteil der Landgemeinde Stadt Schwarzatal im Landkreis Saalfeld-Rudolstadt in Thüringen (Deutschland).

## Geografie
Oberweißbach ist ein staatlich anerkannter Erholungsort im Naturpark Thüringer Wald im Weißbachtal.
Umgangssprachlich wird der Landstrich als Raanz bezeichnet, in Anlehnung an das Arbeitsgerät der Buckelapotheker genannten Olitätenhändler, die diese Region vom 16. bis zum 20. Jahrhundert prägten. Der Begriff Raanz = „Ranzen“ steht für eine in Oberweißbach entwickelte aus Leder gefertigte Sonderform des Reffs. Der Olitätenhandel war letztlich auch der Antrieb zum Bau der Oberweißbacher Bergbahn, die die Ortschaften auf der Hochfläche an das Verkehrswegenetz anschloss.
Weiter gegliedert werden kann Oberweißbach/Thüringer Wald in die zwei Ortsteile:
- Oberweißbach/Thüringer Wald und
- Lichtenhain/Bergbahn.

## Geschichte
Der Ort wurde 1370 erstmals urkundlich erwähnt. Namengebend war ein dort verlaufendes Gewässer. Vor 1600 war er ein Lehen der Herren von Greußen und kam dann durch Kauf an die Fürsten von Schwarzburg-Rudolstadt. Er war ein frühes Zentrum der Herstellung und des Handels von Olitäten, im 19. Jahrhundert kam insbesondere die Glasbläserei auf. 1799 wurden 1030 Einwohner gezählt, im Jahr 1900 waren es 2081. Bis 1918 gehörte der Ort zur Oberherrschaft des Fürstentums Schwarzburg-Rudolstadt.
Von 1919 bis 1923 wurde die Oberweißbacher Bergbahn erbaut. 1932 erhielt Oberweißbach das Stadtrecht. Auch zu DDR-Zeiten blieb die Glasproduktion bestimmender Wirtschaftszweig der Stadt.
1994 kam Oberweißbach zum Landkreis Saalfeld-Rudolstadt. Es wurde ebenfalls 1994 Mitglied und Sitz der Verwaltungsgemeinschaft Bergbahnregion/Schwarzatal mit den Gemeinden Cursdorf, Deesbach, Katzhütte, Oberweißbach und Meuselbach-Schwarzmühle.
Am 1. Januar 2019 schlossen sich die Gemeinden Mellenbach-Glasbach und Meuselbach-Schwarzmühle mit der Stadt Oberweißbach/Thüringer Wald zur Stadt und Landgemeinde Schwarzatal zusammen, welche gleichzeitig Mitglied und Sitz der neu gebildeten Verwaltungsgemeinschaft Schwarzatal wurde.

### Eingemeindungen
Am 1. Dezember 2008 wurde die ehemals selbständige Gemeinde Lichtenhain/Bergbahn in die Stadt Oberweißbach/Thür. Wald eingegliedert.

### Einwohnerentwicklung
Entwicklung der Einwohnerzahl: (Stand jeweils 31. Dezember)
| Jahr | Einwohner |
| ---- | --------- |
| 1994 | 1.831     |
| 1995 | 1.788     |
| 1996 | 1.806     |
| 1997 | 1.790     |
| 1998 | 1.787     |

| Jahr | Einwohner |
| ---- | --------- |
| 1994 | 1.831     |
| 1995 | 1.788     |
| 1996 | 1.806     |
| 1997 | 1.790     |
| 1998 | 1.787     |

| Jahr | Einwohner |
| ---- | --------- |
| 1999 | 1.756     |
| 2000 | 1.751     |
| 2001 | 1.723     |
| 2002 | 1.683     |
| 2003 | 1.668     |

| Jahr | Einwohner |
| ---- | --------- |
| 2004 | 1.651     |
| 2005 | 1.645     |
| 2006 | 1.629     |
| 2007 | 1.609     |
| 2008 | 1.887     |

| Jahr | Einwohner |
| ---- | --------- |
| 2009 | 1.897     |
| 2010 | 1.882     |
| 2011 | 1.840     |
| 2012 | 1.803     |
| 2013 | 1.763     |

| Jahr | Einwohner |
| ---- | --------- |
| 2014 | 1.728     |
| 2015 | 1.721     |
| 2016 | 1.693     |
| 2017 | 1.678     |
| 2018 | 1.664     |

- :  Datenquelle: Thüringer Landesamt für Statistik

## Politik

### Ehemaliger Stadtrat
Der Rat der Stadt Oberweißbach/Thüringer Wald bestand aus zwei Ratsfrauen und zehn Ratsherren.
- SPD/CDU/Freie Liste: 7 Sitze
- Freie Wähler Oberweißbach: 5 Sitze

(Stand: Kommunalwahl am 25. Mai 2014)

### Ehemalige Bürgermeister
Der langjährige ehrenamtliche Bürgermeister Jens Ungelenk wurde am 12. September 2004 mit 613 von 691 abgegebenen Stimmen gewählt. Zum 20. Juni 2015 kündigte er seinen Rückzug an. Am 13. September 2015 wurde Bernhard Schmidt mit 530 von 584 abgegebenen Stimmen zum letzten Bürgermeister gewählt.

### Wappen
Blasonierung: „In Rot eine aus dem Schildfuß wachsende silbern gekleidete Frauengestalt mit goldenen Haaren und verbundenen Augen, in der Rechten ein gesenktes silbernes Schwert und in der linken Hand eine silberne Waage haltend.“
Es stellt die Justitia mit verbundenen Augen und der Waage als Symbol für die Gerechtigkeit dar.

## Kultur und Sehenswürdigkeiten

### Museen
Zu Ehren von Friedrich Fröbel wurde 1982 in seinem Geburtshaus (50° 34′ 58,1″ N, 11° 8′ 39,5″ O) am Markt ein Museum eingerichtet. In dem Haus befindet sich neben der ständigen Fröbel-Ausstellung auch die Stadtbibliothek sowie ein Olitätenhandel.

### Bauwerke

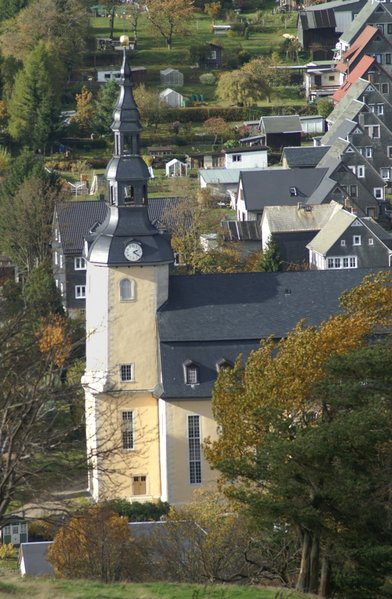
Hoffnungskirche

Die 1779 fertiggestellte Hoffnungskirche ist die größte Dorfkirche Thüringens mit 2000 Sitzplätzen und verfügt über die größte Kanzel Europas, auf der zwölf erwachsene Personen Platz finden. Wegen ihrer Größe wird sie auch „Südthüringer Dom“ genannt. Die Kirche, die auch die Taufkirche Friedrich Fröbels war, wird neben den Gottesdiensten auch für Konzertveranstaltungen genutzt und kann täglich besichtigt werden. Der programmatische Name Hoffnungskirche wurde anlässlich der 225-Jahr-Feier von der Gemeinde gewählt, zuvor war die Kirche namenlos.
- Der auf dem Gipfel des Kirchberg (785 m ü. NN) erbaute Fröbelturm wurde 1890 zum Gedenken an Friedrich Fröbel errichtet. Neben einer Aussichtsplattform befindet sich hier auch eine Ausflugsgaststätte.
- Der Ort ist durch die Oberweißbacher Bergbahn bekannt. Das Technische Denkmal wurde 1919–1923 erbaut.

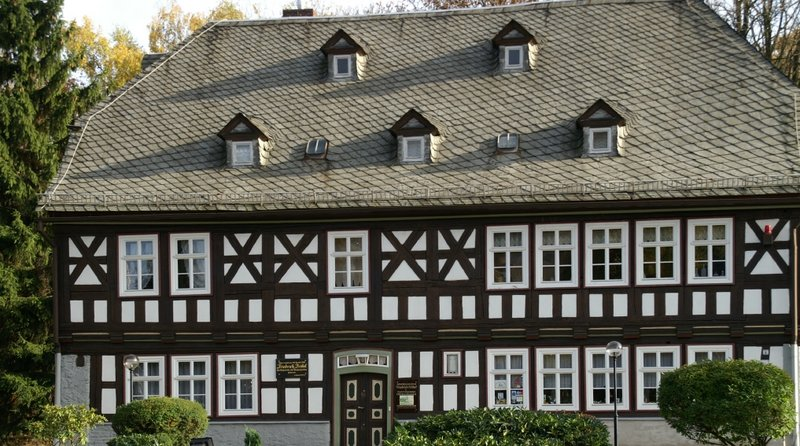
Geburtshaus  von Friedrich Fröbel
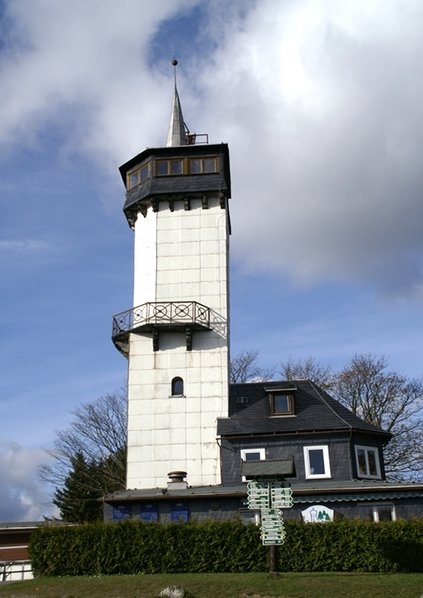
Fröbelturm
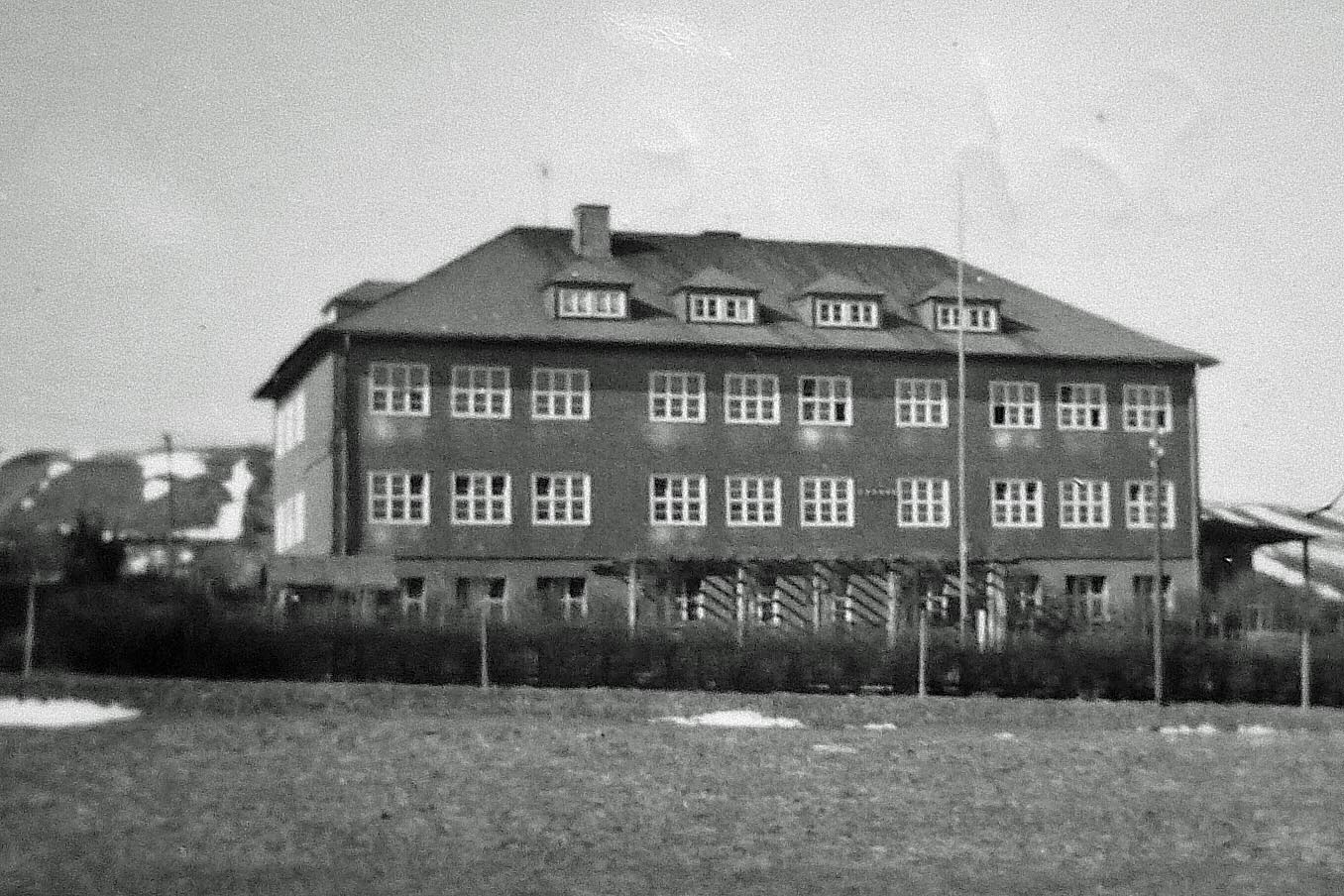
Friedrich-Fröbel-Oberschule Oberweißbach (Aufnahme von 1957)
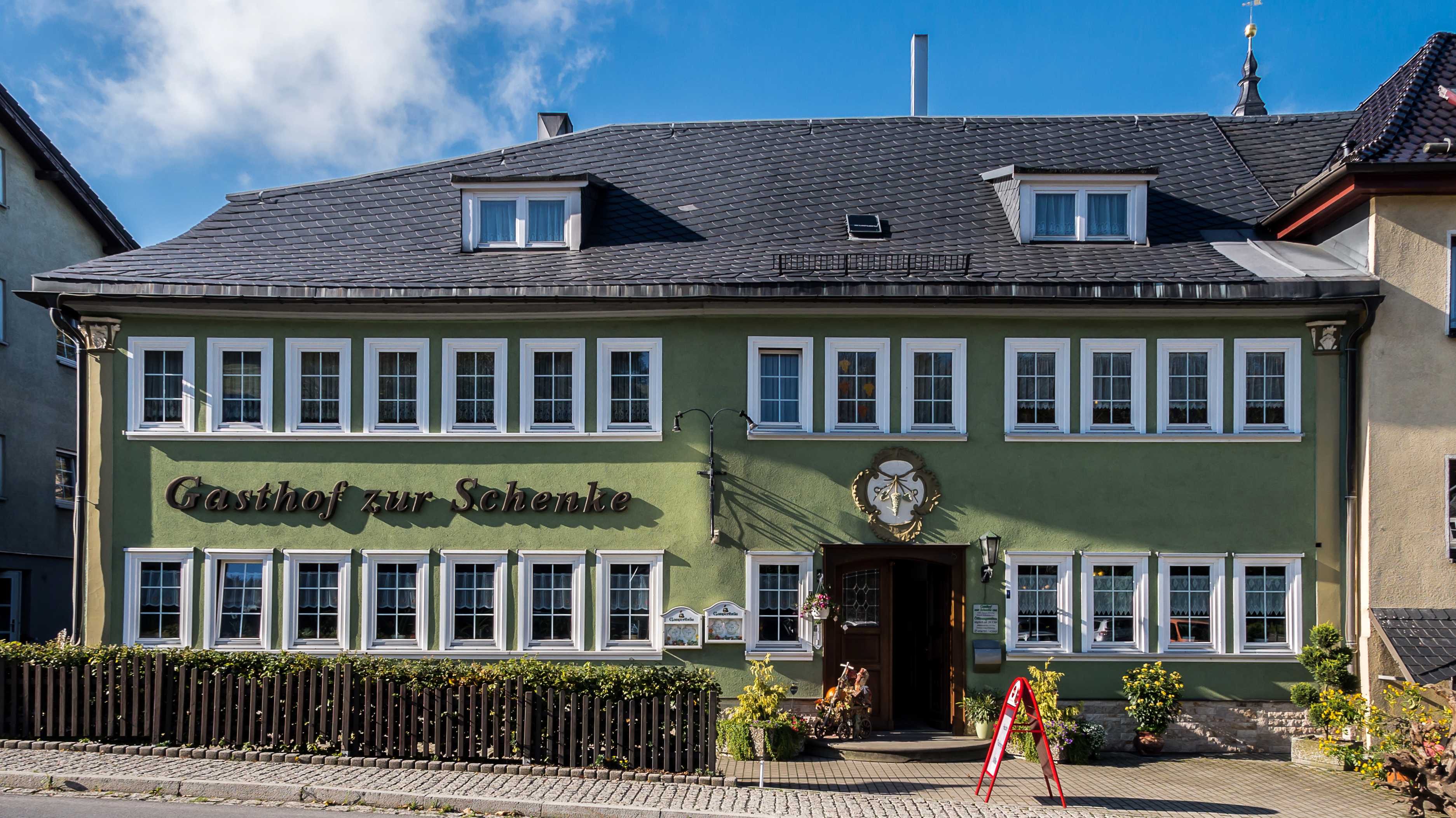
Gasthaus „Schenke“ am Markt

## Wirtschaft und Infrastruktur

### Wirtschaft
Oberweißbach ist für die Produktion von Leuchtmitteln bekannt. 1903 gründete Mylius Erhard eine Glühlampenfabrik. Bis zur Verstaatlichung 1946 gab es mehrfache Änderungen der Besitzverhältnisse, 1948 wurde der VEB Glühlampenwerk Oberweißbach gegründet. 1969 erfolgte die Eingliederung in den NARVA-Verband. Nach der Wende wurde der Betrieb 1990 in die NARVA Glühlampenwerk Oberweißbach GmbH umgewandelt und stellt heute in erster Linie Thüringer Glaslichtschmuck (wie zum Beispiel Christbaumschmuck) her.
Auch die Landwirtschaft ist von Bedeutung. Oberweißbach war Sitz einer LPG Tierproduktion. Auch heute spielt die Rinderzucht eine nennenswerte Rolle.

### Verkehr
Oberweißbach liegt an der Flachstrecke der Oberweißbacher Bergbahn nach Cursdorf und Lichtenhain, dort besteht Umsteigemöglichkeit zur 1,4 km langen Standseilbahn nach Obstfelderschmiede an der Schwarzatalbahn.

## Persönlichkeiten

### Söhne und Töchter des Ortes
- Friedrich Fröbel (1782–1852), Pädagoge (Schüler Pestalozzis) und Begründer des Kindergartens
- Carl Poppo Fröbel (1786–1824), Pädagoge an der Universität und Besitzer der Rudolstädter Hofbuchdruckerei
- Robert Danz (1841–1916), Maler
- Heinrich August Schwabe (1843–1916), deutschamerikanischer Maler
- Max Näder (1915–2009), Unternehmer
- Karl-Jürg Wächter (2.5.1916–gefallen 3.5.1945), Kapitänleutnant
- Elisabeth Walther-Bense (1922–2018), Semiotikerin
- Joachim Neubeck (* 1937), Fußballspieler
- Ria Theil (* 1946), Politikerin (PDS)
- Michèle Kiesewetter (1984–2007), Polizistin

### Personen mit Bezug zum Ort
- Gerhard Botz (* 1955), Politiker (SPD)
- Elvira Grudzielski (* 1950), Heimatforscherin
- Toni Wachsmuth (* 1986), Profi-Fußballspieler
- Clemens Walther, Skispringer
- Albert Weiler (* 1965), Politiker (CDU)